# García, el más grande
García, el más grande es un álbum recopilatorio del músico argentino Charly García, lanzado en 2009. El álbum incluye canciones de algunos de sus más inspirados discos como Parte de la religión, Como conseguir chicas y Filosofía barata y zapatos de goma y además pistas bono de Estaba en llamas cuando me acosté donde Charly firmaba como Casandra Lange. 

## Lista de canciones
Todas las canciones pertenecen a Charly García, excepto donde se indica.
1. Necesito tu amor
2. No toquen
3. De mí
4. Buscando un símbolo de paz
5. La ruta del tentempié
6. Fanky
7. Filosofía barata y zapatos de goma
8. No voy en tren
9. Me siento mucho mejor (Gene Clark)
10. Rezo por vos (García/Spinetta)
11. Anhedonia
12. Reloj de plastilina
13. Rap de las hormigas
14. Ella es bailarina
15. Gato de metal
16. Ticket to Ride (Lennon/McCartney)
17. Te recuerdo invierno

- Datos: Q5875312